# Hatti Gold Mines
Hatti Gold Mines är en guldgruva i Indien.   Den ligger i distriktet Raichur och delstaten Karnataka, i den södra delen av landet, 1 400 km söder om huvudstaden New Delhi. Hatti Gold Mines ligger 530 meter över havet.
Terrängen runt Hatti Gold Mines är platt. Runt Hatti Gold Mines är det ganska tätbefolkat, med 192 invånare per kvadratkilometer. Närmaste större samhälle är Hutti, 1,2 km nordost om Hatti Gold Mines. Trakten runt Hatti Gold Mines består till största delen av jordbruksmark.